# Tarubatang
Tarubatang is een bestuurslaag in het regentschap Boyolali van de provincie Midden-Java, Indonesië. Tarubatang telt 2665 inwoners (volkstelling 2010).